# 威利瀑布
威利瀑布（Wli Waterfalls）為迦納最高的瀑布，也是西非最高的瀑布，落差高度達143公尺。該瀑布分上瀑布以及下瀑布。

## 位置
威利瀑布坐落在迦納沃爾特地區，距該地區城鎮霍霍埃約20公里。